# Zhengtun
Zhengtun (kinesiska: 郑屯, 郑屯镇) är en köping i Kina. Den ligger i provinsen Guizhou, i den sydvästra delen av landet, omkring 230 kilometer sydväst om provinshuvudstaden Guiyang. Antalet invånare är 22400. Befolkningen består av 10 716 kvinnor och 11 684 män. Barn under 15 år utgör 25,0 %, vuxna 15-64 år 65 %, och äldre över 65 år 9,0 %.